# Janbechynea fulvipes
Janbechynea fulvipes är en skalbaggsart som först beskrevs av Martin Jacoby 1888.  Janbechynea fulvipes ingår i släktet Janbechynea och familjen Orsodacnidae. Inga underarter finns listade i Catalogue of Life.